# Tilford
Tilford is een civil parish in het bestuurlijke gebied Waverley, in het Engelse graafschap Surrey met 799 inwoners.